# دائرة ولاية نيويورك للضرائب والمالية
دائرة ولاية نيويورك للضرائب والمالية (بالإنجليزية: The New York State Department of Taxation and Finance (NYSDTF))‏ هي إدارة حكومة ولاية نيويورك المسؤولة عن الضرائب والإيرادات، بما في ذلك التعامل مع جميع نماذج الضرائب والمنشورات، وتوزيع الإيرادات الضريبية على الوكالات والمقاطعات الأخرى داخل ولاية نيويورك. كما تضم الإدارة قسمًا لإنفاذ القانون، وهو مكتب إنفاذ الضرائب في ولاية نيويورك. وترد لوائحه في العنوان 20 من قوانين وقواعد ولوائح نيويورك.
يقع مقرها الرئيسي في المبنى 8/8أ في مبنى مكتب ولاية دبليو أفريل هاريمان في ألباني.
خلال هجمات 11 سبتمبر، كان للقسم مكاتب في الطابقين 86 و87 من البرج الجنوبي لمركز التجارة العالمي. في الطابق 86، توفي خمسة من أصل ثمانية موظفين في مكتب جرائم الإيرادات. في الطابق 87، فقد مكتب خدمات الوساطة ستة من أصل سبعة موظفين. من بين ما يقدر بنحو 20 شخصًا في الطابق 87، فقد تسعة، بما في ذلك اثنان من أصل ثلاثة من كبار الموظفين.
تأسست إدارة الضرائب رسميًا في الأول من يناير عام 1927، ولكن العلامات الأولى لإنشاء الإدارة تعود إلى عام 1859. وكان القصد الأصلي هو إيجاد طريقة (صيغة رياضية) لتوزيع عائدات الضرائب على المقاطعات الفردية في ولاية نيويورك.

## وصلات خارجية
- الصفحة الرئيسية لدائرة ولاية نيويورك للضرائب والمالية (بالإنجليزية)
- أداة FileYourStateTaxes لتقديم الإقرارات الضريبية مجانًا (معلومة) لكود لأمريكا  [لغات أخرى]‏ (بالإنجليزية)
- إدارة الضرائب والمالية في قوانين وقواعد وأنظمة نيويورك  [لغات أخرى]‏ (بالإنجليزية)